# Котора колумбійський
Котора колумбійський (Pyrrhura viridicata) — вид папугоподібних птахів родини папугових (Psittacidae). Ендемік Колумбії.

## Опис

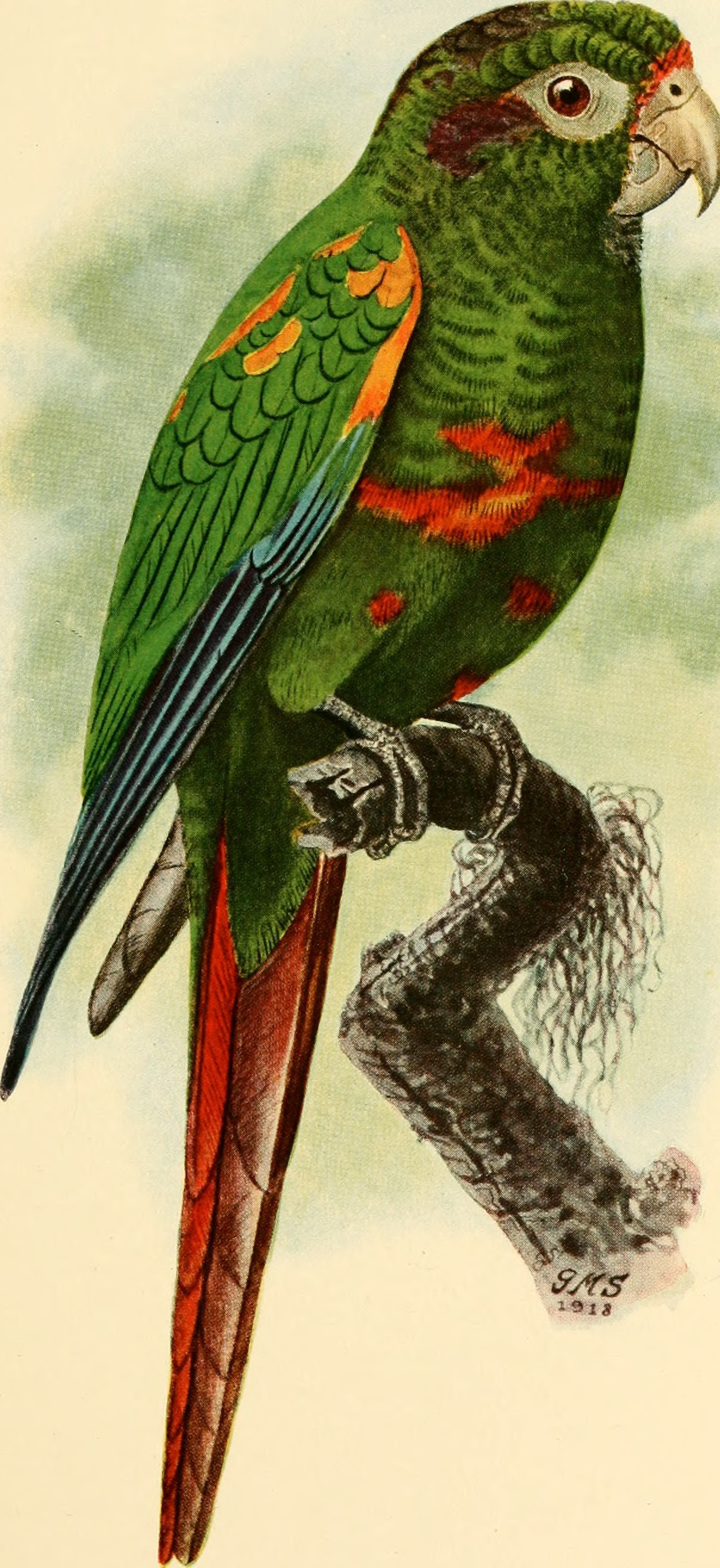
Колумбійський котора

Довжина птаха становить 25 см. Забарвлення переважно зелене, на лобі перед дзьобом червона смуга, навколо очей білі кільця, скпроні рудувато-коричневі. Плечі оранжеві, на животі червона смуга, махові пера сині, нижня сторона хвоста червона. Очі карі, дзьоб роговий.

## Поширення і екологія
Колумбійські котори мешкають в гірському масиві Сьєрра-Невада-де-Санта-Марта на півночі Колумбії. Вони живуть у вологих гірських тропічних лісах. Зустрічаються парами або невеликими зграйками, переважно на висоті від 1800 до 2800 м над рівнем моря. Живляться плодами, квітками і насінням.

## Збереження
МСОП класифікує цей вид як такий, що перебуває під загрозою зникнення. За оцінками дослідників, популяція колумбійських котор становить від 2900 до 4800 птахів. Їм загрожує знищення природного середовища.